# Sean Marks
Sean Andrew Marks (Auckland, Nueva Zelanda, 23 de agosto de 1975) es un exjugador de baloncesto neozelandés-estadounidense que jugó 11 temporadas en la NBA y que actualmente es el manager general de los Brooklyn Nets. Con 2,08 metros de estatura jugaba en la posición de pívot. 

## Trayectoria deportiva

### Universidad
Jugó durante 4 temporadas con los Golden Bears de la Universidad de California en Berkeley, en las que promedió 6,5 puntos y 4,4 rebotes por partido.

### Profesional
Fue elegido en la segunda ronda del Draft de la NBA de 1998 por New York Knicks, pero fue inmediatamente traspasado a Toronto Raptors. 
Tras dos temporadas en Toronto, en las que apenas disputó encuentros, en el verano del 2000 se marchó un año a Polonia a jugar con el Śląsk Wrocław.
Volvió en 2001 para fichar por dos temporadas con Miami Heat, luego estuvo otros dos años en San Antonio Spurs y dos más en Phoenix Suns, antes de fichar por New Orleans Hornets el 28 de agosto de 2008.
En noviembre de 2010 ficha por Portland Trail Blazers un contrato no garantizado hasta el mes de enero, para sustituir al retirado Fabricio Oberto.
El 24 de febrero de 2011, fue traspasado junto a Joel Przybilla y Dante Cunningham a los Charlotte Bobcats a cambio de Gerald Wallace. Pero fue cortado por los Bobcats el 3 de marzo, sin llegar a debutar.
Marks se retiró en 2011.

### Selección nacional
Internacionalmente, formó parte de la selección de Nueva Zelanda que disputó los juegos olímpicos de 2000 y 2004, y del equipo que quedó en cuarto lugar en el Campeonato Mundial de Baloncesto de 2002 disputado en Indianápolis, Estados Unidos.

### Entrenador y Ejecutivo

#### San Antonio Spurs
En 2012, fue nombrado asistente de operaciones de San Antonio Spurs y general manager de los Austin Toros. Se convirtió en asistente técnico de los Spurs en 2013. Los Spurs ganarón en las 2014 NBA Finals a Miami Heat (4-1), siendo el segundo campeonato para Marks, el primero como asistente. El comiendo de la siguiente temporada, volvió a los despachos, siendo nombrado asistente del general manager.

#### Brooklyn Nets
El 18 de febrero de 2016, se anunció que los Brooklyn Nets habían nombrado a Sean como General Manager, con un contrato de cuatro años. Marks le dijo al entonces propietario Mikhail Prokhorov que su visión para reconstruir un equipo que se había derrumbado con solo 21 victorias implicaba un proceso que tardaría varios años en ejecutarse, y dejó claro que no estaba interesado en una repetición del anterior enfoque de Prokhorov de "ganar ahora". Anteriormente, Prokhorov había reconocido que su anterior estrategia de gasto no era la mejor manera a largo plazo de construir un campeón.
En su tercera temporada llegaron a los 2019 NBA Playoffs, siendo su primera aparición desde 2015. El 21 de abril de 2019, Marks fue suspendido para el quinto partido de los Nets ante Philadelphia 76ers, por entrar en el vestuario de los árbitros tras la derrota de los Nets en el cuarto partido. Posteriormente fue multado con $25,000.
El entrenador Steve Nash dio todo el crédito a Sean Marks por cambiar la trayectoria de los Nets y transformarlos en un aspirante al título. De esta forma, de cara a la 2020-21, planearon una plantilla con el trío Irving/Durant/Harden, y unos ayudantes de lujo como Bruce Brown, Jeff Green, DeAndre Jordan, Tyler Johnson, Blake Griffin, LaMarcus Aldridge o Joe Harris aunque se encontró con la retirada inesperada de LaMarcus Aldridge, Marks dijo:

“We’ll look at every alternative and everybody out there. Obviously losing a player like LaMarcus is without a doubt a blow to us. It’s about us being flexible.”
“Miraremos todas las alternativas y a todos los que hay. Obviamente, perder a un jugador como LaMarcus es sin duda un golpe para nosotros. Se trata de que seamos flexibles”.

Marks fue nominado al Ejecutivo del Año de la NBA en 2021.

## Estadísticas de su carrera en la NBA
|  | Denota temporada en la que ganó el Campeonato de la NBA |

### Temporada regular
| Año     | Equipo      | PJ  | PT | MPP  | %TC  | %3P   | %TL   | RPP | APP | ROB | TPP | PPP |
| ------- | ----------- | --- | -- | ---- | ---- | ----- | ----- | --- | --- | --- | --- | --- |
| 1998–99 | Toronto     | 8   | 0  | 3.5  | .625 | .000  | .500  | .1  | .0  | .1  | .0  | 1.4 |
| 1999–00 | Toronto     | 5   | 0  | 2.4  | .333 | .000  | 1.000 | .4  | .0  | .2  | .2  | 1.6 |
| 2001–02 | Miami       | 21  | 6  | 15.2 | .432 | .000  | .588  | 3.6 | .4  | .2  | .5  | 4.6 |
| 2002–03 | Miami       | 23  | 0  | 9.7  | .373 | .000  | .667  | 1.5 | .1  | .2  | .3  | 2.3 |
| 2004–05 | San Antonio | 23  | 0  | 10.6 | .338 | .000  | .786  | 2.4 | .3  | .1  | .5  | 3.3 |
| 2005–06 | San Antonio | 25  | 0  | 7.2  | .521 | .000  | .583  | 1.7 | .3  | .2  | .3  | 3.2 |
| 2006–07 | Phoenix     | 3   | 0  | 5.7  | .333 | .000  | 1.000 | 1.0 | .0  | .0  | .3  | 2.0 |
| 2007–08 | Phoenix     | 19  | 0  | 6.8  | .535 | .250  | .632  | 1.9 | .2  | .2  | .5  | 3.1 |
| 2008–09 | New Orleans | 60  | 5  | 14.0 | .485 | .200  | .682  | 3.1 | .2  | .1  | .6  | 3.2 |
| 2009–10 | New Orleans | 14  | 0  | 5.4  | .500 | .000  | .400  | 1.6 | .1  | .0  | .2  | .7  |
| 2010–11 | Portland    | 29  | 0  | 7.2  | .432 | 1.000 | .625  | 1.4 | .1  | .2  | .2  | 1.6 |
| Total   | Total       | 230 | 11 | 9.9  | .448 | .200  | .665  | 2.2 | .2  | .1  | .4  | 2.8 |

### Playoffs
| Año   | Equipo      | PJ | PT | MPP  | %TC  | %3P  | %TL  | RPP | APP | ROB | TPP | PPP |
| ----- | ----------- | -- | -- | ---- | ---- | ---- | ---- | --- | --- | --- | --- | --- |
| 2008  | Phoenix     | 1  | 0  | 3.0  | .000 | .000 | .000 | .0  | .0  | .0  | .0  | .0  |
| 2009  | New Orleans | 5  | 0  | 16.0 | .462 | .000 | .800 | 4.0 | .0  | .6  | .4  | 3.2 |
| Total | Total       | 6  | 0  | 13.8 | .462 | .000 | .800 | 3.3 | .0  | .5  | .3  | 2.7 |

## Vida personal
Marks y su mujer Jennifer tienen cuatro hijos y residen en Greenwich (Connecticut).
Marks se convirtió en ciudadano estadounidense en 2007.
El 19 de mayo de 2017, fue introducido en el Basketball New Zealand Hall of Fame.